# 婆罗洲共产党
婆罗洲共产党，简称婆共，是砂拉越历史上的一个共产主义政党。
1945年日本无条件投降后，该党宣布结束地下抗日运动，转而投身反殖民抗争。1949年10月1日，中国共产党建立中华人民共和国，极大鼓舞了当时在中国留学的砂拉越华人，这些人在毕业后返回砂拉越，使共产主义思想在砂拉越生根发芽，催生“马列主义学习小组”，并导致中国国民党砂拉越分部的势力逐渐衰落，为砂拉越共产主义运动的崛起奠定了基础。
婆罗洲共产党大约成立于1950年代末。该党以民丹莪的马罗坡为根据地，在拉让江流域的诗巫、泗里街、民丹莪一带从事地下活动，拥有相当的群众基础，该党的主要领导人包括黄声梓以及黄增霆、黄增安两兄弟，他们都是出身于诗巫的福州人后裔。起初，由黄声梓担任该党的主席；黄声梓被砂拉越当局驱逐出境后，黄增安接任主席。1959年6月4日，该党参与组建砂拉越人民联合党，黄增霆任人联党首任执行秘书。
1962年，砂拉越当局大肆逮捕左翼领袖后，黄增安对合法斗争完全失去希望，拒绝代表砂拉越人民联合党参与随即要举行的地方议会选举，并在随后进入森林，参与砂拉越共产主义叛乱，最终在战场上阵亡，婆罗洲共产党也随之瓦解。